# Tango electrónico
El tango electrónico, también conocido como electrotango o techno tango es un estilo musical creado por la fusión entre el tango y la música electrónica.
Entre los precursores de este género se encuentra Malevo, considerado el creador del tango electrónico, quien publicó su primer tema con este estilo en 1991, la canción "Parece un martes 13", con la banda El Signo, y un disco completo en 1998 en Buenos Aires. Luego le siguió Gotan Project, formada en el año 2000 por músicos argentinos, suizos y franceses. Posteriormente, surgió Bajofondo, liderada por Gustavo Santaolalla, y Tanghetto, liderada por Max Masri. La palabra "electrotango" fue usada por primera vez por Max Masri en el año 2000 para denominar a su proyecto de tango fusión con electrónica, anterior a Tanghetto. Con el tiempo, la palabra "electrotango" fue adoptada por numerosos proyectos de tango electrónico. La primera vez que se usó oficialmente fue en el álbum debut de Tanghetto, "Emigrante (electrotango)", que salió a la venta en el año 2003. 
Algunos citan al primer tema de tango electrónico a "Libertango (I've Seen That Face Before)" de Grace Jones, que fue lanzado en 1981 y que influenció claramente a Gotan Project en su sonoridad.
Otras bandas han dado forma definitiva al género, entre ellas Narcotango liderada por Carlos Libedinsky, Otros Aires liderada por Miguel Di Genova y San Telmo Lounge liderada por Martín Delgado.
Las bandas u orquestas que cultivan este género han tenido una gran acogida con millones de copias vendidas en todo el mundo, así como distintos reconocimientos a nivel internacional. Bajo Fondo y Tanghetto han sido los más galardonados con nominaciones o premios como el Grammy Latino (USA) o el Carlos Gardel de la Música (ARG). Otros que han tenido nominaciones han sido Tangueros del Oeste, San Telmo Lounge, Narcotango. 

## Artistas de tango electrónico
- Malevo (Buenos Aires)

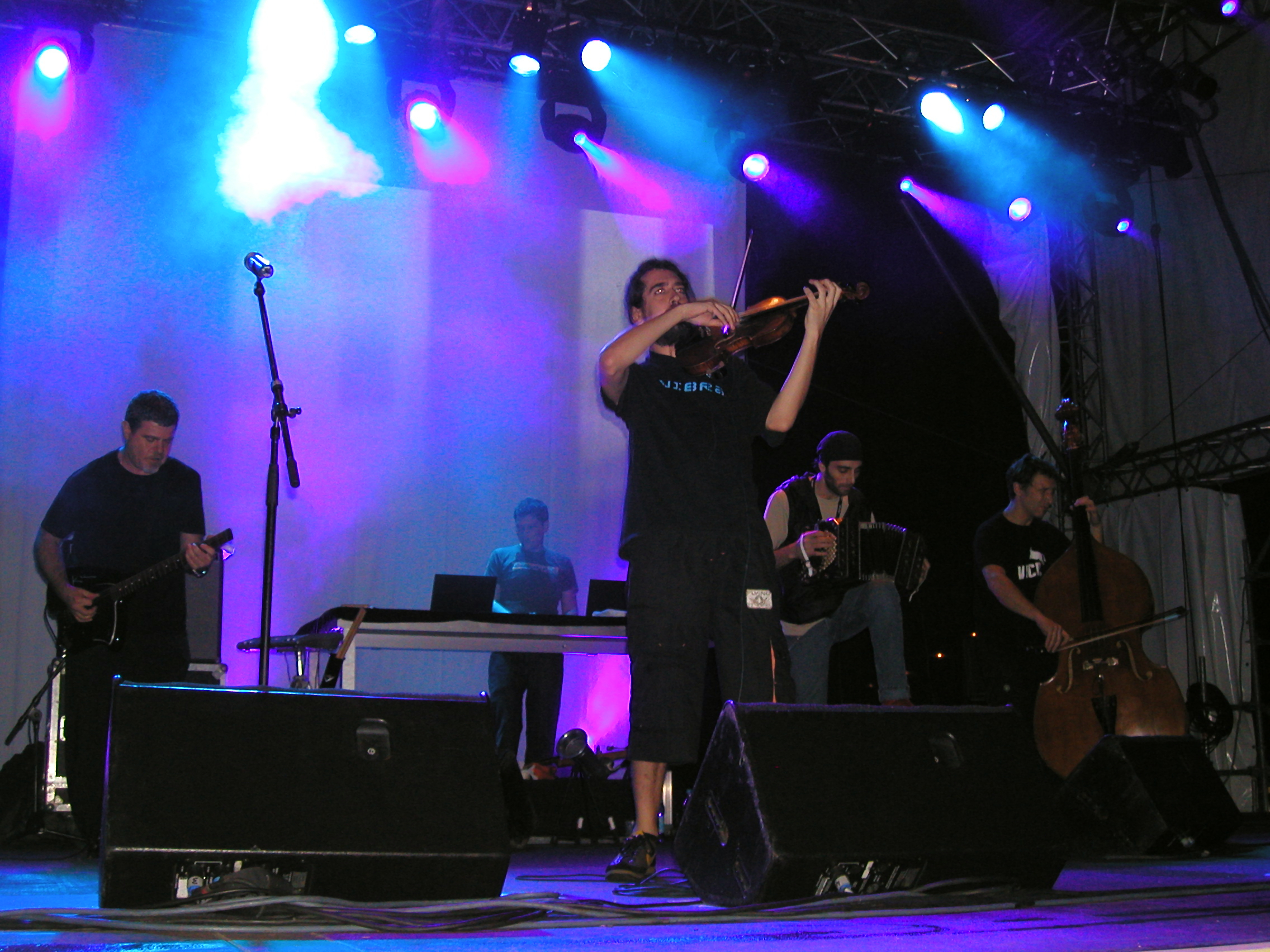
Bajofondo en concierto.

- Gotan Project (Buenos Aires y París)
- Bajofondo (Buenos Aires y Montevideo)
- Tanghetto (Buenos Aires)
- Narcotango (Buenos Aires)
- Otros Aires (Buenos Aires)
- San Telmo Lounge (Rosario)
- Benny Blackall (Buenos Aires)
- Ultratango (Buenos Aires)
- Tranxgo (Buenos Aires)
- Debayres (Buenos Aires)
- Tango Crash (Berlín y Basilea)
- Electrocutango (Oslo)
- Tangothic (Buenos Aires)
- Sudestada Tango Lounge (Buenos Aires)
- TangoBit (Buenos Aires)
- Eleno (Córdoba)
- Las Rositas (Córdoba)
- Metrotango (Montevideo)
- Buenos Aires Tango Beats (Montevideo)
- GV3 Electrotango (General Roca, Río Negro)
- Gato Maula Project (Rosario)
- Lili Gardes (Buenos Aires)
- Tangorra Orquesta Atípica (Buenos Aires)
- Electro Dub Tango (Buenos Aires, Nueva York y Londres)
- Doble A (San Luis)
- D-Mol (Mar del Plata)
- Tangueros de Oeste (San Francisco)